# Peter Svidler
Peter Svidler (Пётр Свидлер; Pyotr Svidler) (Leningrado, 17 de junho de 1976) é um Grande Mestre Internacional de xadrez russo. De acordo com a lista da FIDE de Novembro de 2014, é o décimo oitavo do mundo, com 2743 pontos. Sua maior pontuação foi em Maio de 2013, quando atingiu 2769 pontos, ficando em nono lugar no ranking.

## Carreira
Peter Svidler aprendeu a jogar xadrez com seis anos de idade e tornou-se Grande Mestre em 1994, aos 18 anos. Venceu oito vezes o Campeonato Russo de Xadrez (1994, 1995, 1997, 2003, 2008, 2011, 2013, 2017).
EM 2001 participou da semifinal do Campeonato Mundial de Xadrez da FIDE e seu técnico foi Andrei Lukin.
Foi campeão olímpico de xadrez em 1994, 1996, 1998, 2000 e 2002; e medalha de prata na  36ª olimpíada, em 2004.
Foi vencedor empatado em primeiro lugar em Tilburg, em 1997, e em Dortmund, em 1998 e 2006. Dividiu o segundo lugar com Viswanathan Anand no Campeonato Mundial da FIDE 2005, com 8,5 pontos em 14 partidas, 1,5 pontos atrás do vencedor, Veselin Topalov.
No Torneio Corus de Xadrez 2007, na Holanda, classificou-se na 6ª posição, alcançando 7,0 pontos de 13 possíveis, com quatro vitórias, sete empates e duas derrotas .
Em março de 2007, no Torneio Internacional de Xadrez Cidade de Linares, Svidler classificou-se em 5º lugar, com sete pontos em 14 partidas.
Svidler é fã de críquete e de Bob Dylan.